# Netřesk
Netřesk (Sempervivum) je rod sukulentních rostlin z čeledi tlusticovitých. Je to léčivá rostlina. Dá se považovat za velmi užitečnou.

## Popis
Vytváří přízemní růžice krátkých dužnatých listů. Jsou to rostliny víceleté, avšak po vykvetení rostlina odumře (patří mezi monokarpické rostliny). Jedná se převážně o horské rostliny. Vyskytují se v horách od Maroka po Írán, včetně Evropy (Pyrenejský poloostrov, Alpy, Karpaty, Balkán). Netřesky jsou oblíbenými zahradními rostlinami, zejména do skalek.

## Taxonomie
V Česku se vyskytuje pouze jediný zástupce rodu, netřesk střešní (Sempervivum tectorum)  a dál podobný a příbuzný netřeskovec výběžkatý (taky čeleď tlusticovité, rod netřeskovec).

## Původ jména
Český název „netřesk“ pramení z pověry, že netřesky rostoucí na střeše stavení chrání před bleskem. Latinské Sempervivum je složeninou slov Semper (vždy) a vivus (žít). Odkazuje na schopnost netřesku růst na nehostinných místech.

## Netřesky a příbuzné rostliny
Od rodu Sempervivum (netřesk) byl oddělen rod Jovibarba (netřeskovec), který je zastoupen i v květeně České republiky. Kromě toho existují i další rody čeledi tlusticovité, které jsou netřeskům podobné a často bývají jako netřesky označovány. Sem patří exotické a přitom podobné rody eonium (Aeonium) a Greenovia na Kanárských ostrovech a na Madeiře a rod dužnatka Echeveria ve Střední Americe. Netřeskům podobné rostliny jsou také teplomilné evropské druhy z nepočetných rodů hornoklasec (Orostachys), rosulárie (Rosularia) a pupec (Umbilicus).

## Zástupci
- netřesk brvitý (Sempervivum ciliosum)
- netřesk střešní (Sempervivum tectorum)
- netřesk Wulfenův (Sempervivum wulfenii)

## Galerie

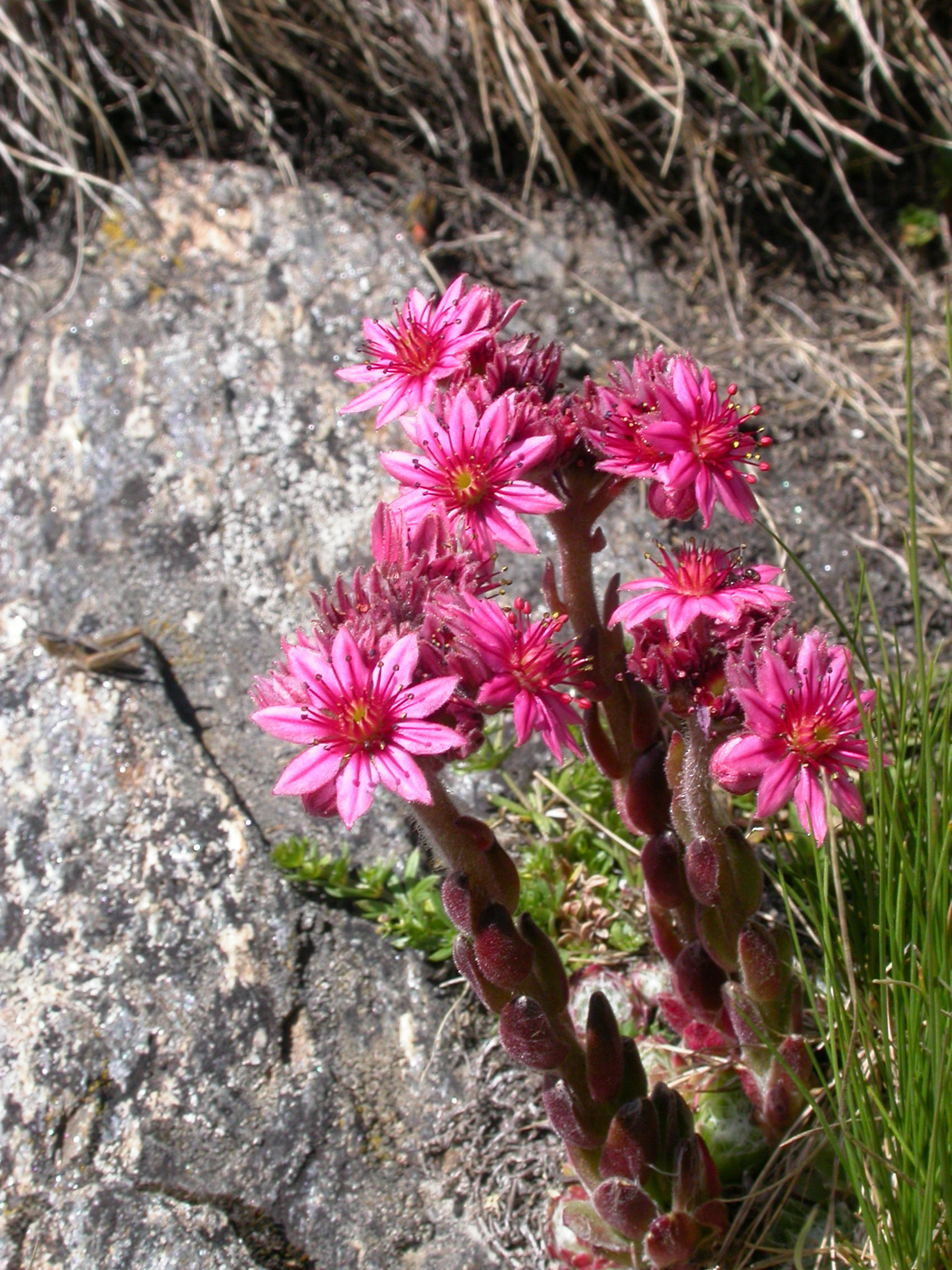
Sempervivum arachnoideum
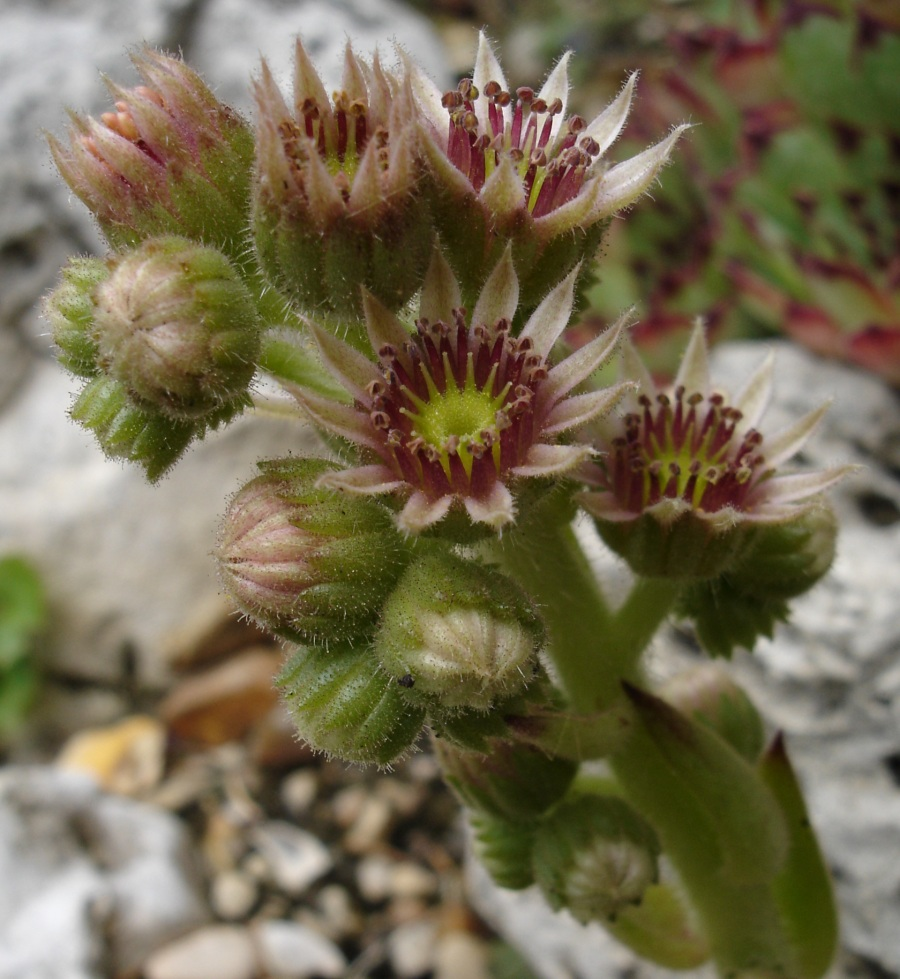
Sempervivum calcareum
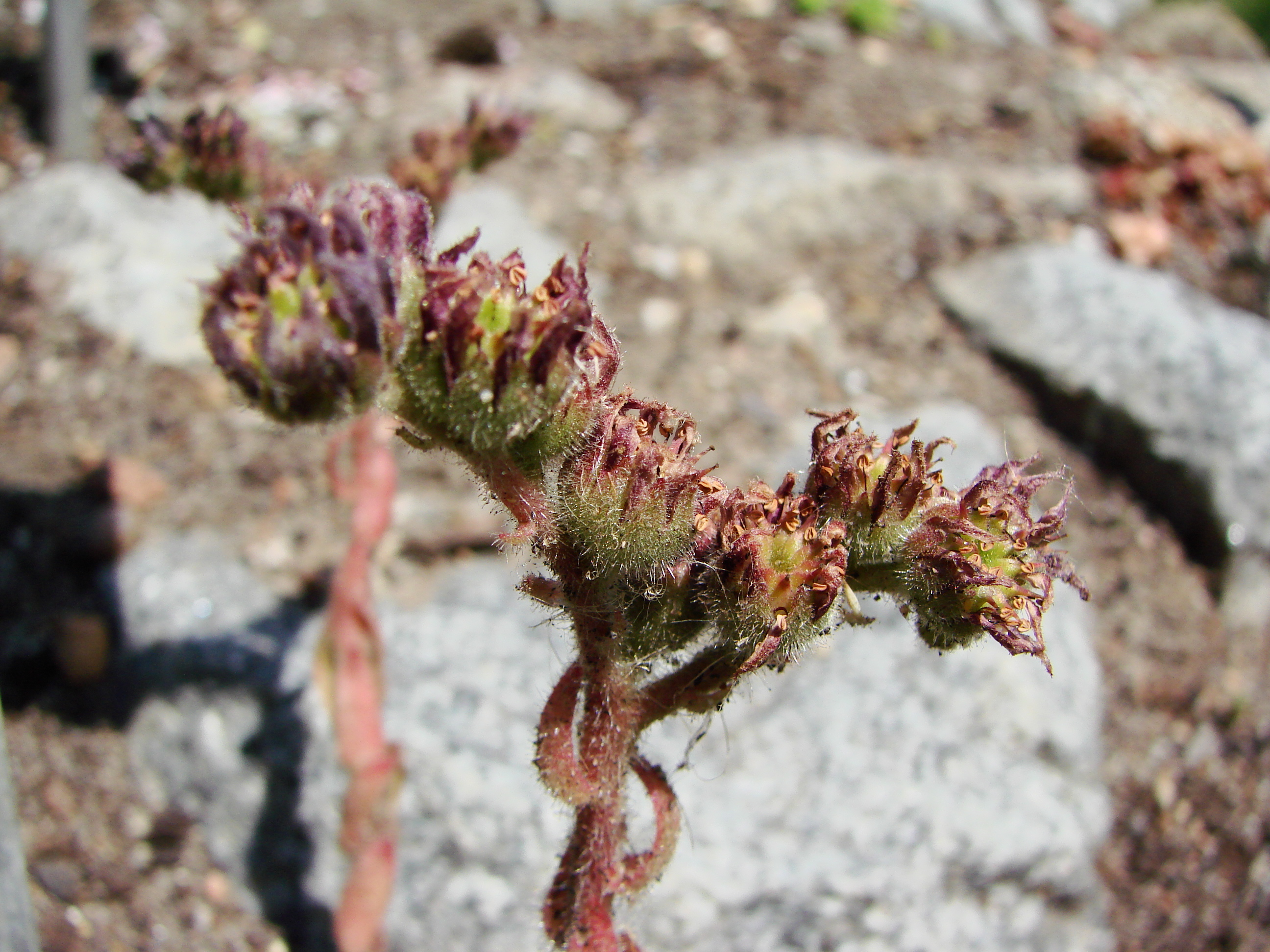
Sempervivum cantabricum
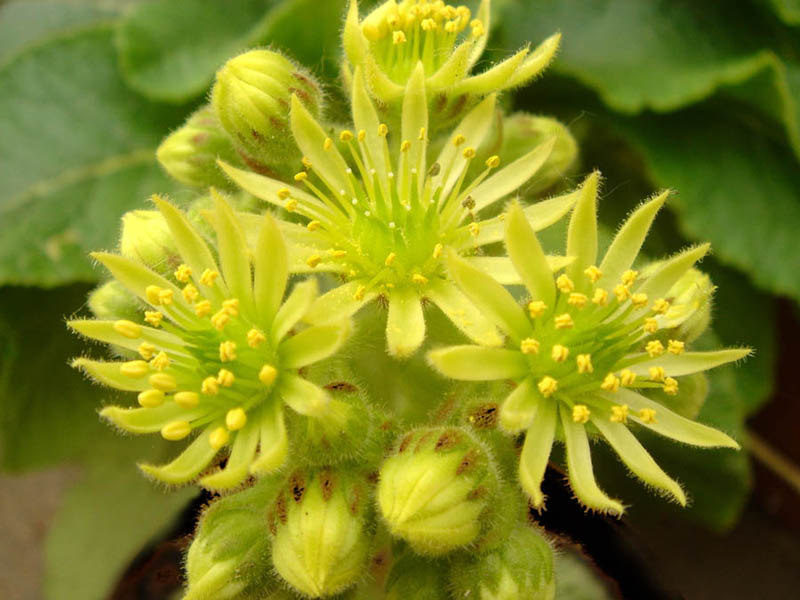
Netřesk brvitý (S. ciliosum)
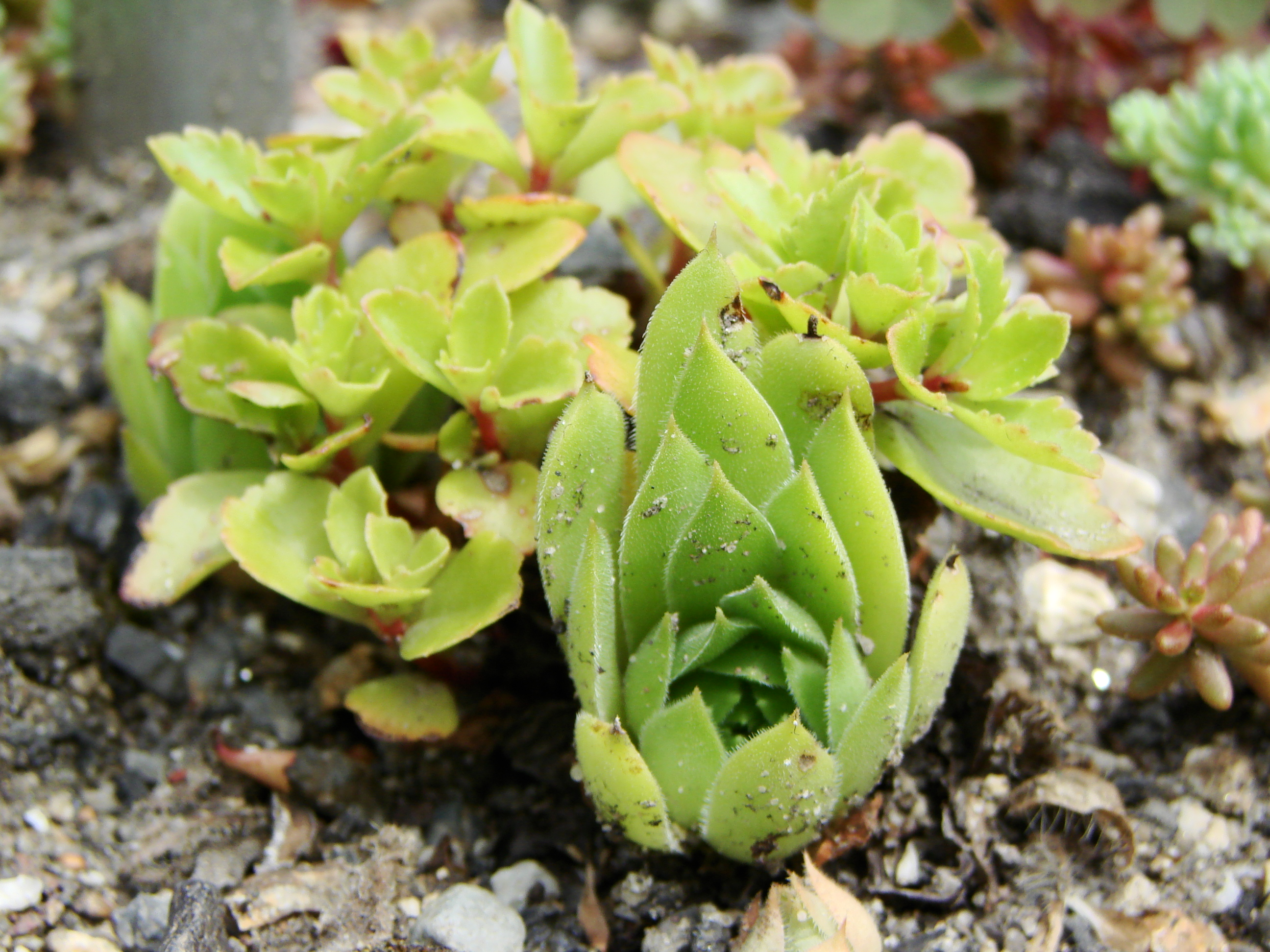
Sempervivum dolomiticum